# 140
Cette page concerne l'année 140  du calendrier julien. Pour l'année 140 av. J.-C., voir 140 av. J.-C. Pour le nombre 140, voir 140 (nombre).
L'année 140 est une année bissextile qui commence un jeudi.

## Événements
- 1er janvier : début du troisième consulat d'Antonin le Pieux et du premier de Marc Aurèle[1].
- Automne : Antonin et Marc Aurèle rendent visite à Pompeius Falco, gouverneur de Bretagne au début du règne d'Hadrien. Peut-être l'on-t-ils consulté sur la possibilité d'étendre la domination romaine sur l'île[2].

- Début supposé du règne de Huvishka, roi kouchan en Inde du nord (fin vers 183)[3].
- Révolte des Xiongnu méridionaux contre la Chine (140-144)[4].
- Début du pontificat de Pie Ier (ou 142) (fin en 155)[5].
- Antonin le Pieux attribue un roi aux Quades de Moravie, qui deviennent alliés et clients de Rome[6].

## Naissances en 140
- Cheng Yu.

## Décès en 140
- 24 octobre : Faustine l'Ancienne, épouse d'Antonin le Pieux.